# کارن شپرد
کارن شپرد (انگلیسی: Karen Sheperd؛ زادهٔ ۱۲ نوامبر ۱۹۶۱) یک هنرپیشه و رزمی‌کار زن اهل ایالات متحده آمریکا است. وی از سال ۱۹۸۱ میلادی تاکنون مشغول فعالیت بوده‌است.
از فیلم‌های وی میتوان به سایبورگ ۲ و آمریکا ۳۰۰۰ اشاره کرد.